# Mariana Rossi
Marina Rossi (2. siječnja 1979.) je argentinska hokejašica na travi. Igra na mjestu obrambene igračice.
Svojim igrama je stekla mjesto u argentinskoj izabranoj vrsti.
Po stanju od 3. studenoga 2009., igra za klub Saint Catherine's.

## Sudjelovanja na velikim natjecanjima
- 2008.: Trofej prvakina
- 2008.: OI u Pekingu, bronca
- 2010.: SP
- 2010.: Trofej prvakina
- 2014.: SP, bronca